# John Cariani
John Cariani (Brockton (Massachusetts), 23 juli 1969) is een Amerikaans acteur.

## Biografie
Cariani werd geboren in Brockton (Massachusetts), en verhuisde met zijn familie op achtjarige leeftijd naar Presque Isle (Maine). 
Cariani begon in 2000 met acteren in de televisieserie Ed. Hierna heeft hij nog meerdere rollen gespeeld in televisieseries en films. het meest bekend is hij met zijn rol als forensisch medewerker Julian Beck in de televisieserie Law & Order waar hij in zesentwintig afleveringen speelde (2002-2007). 
Cariani is ook actief in het theater, hij speelde op Broadway. Van 2004 tot en met 2006 speelde hij in de musical Fiddler on the Roof in de rol van Motel. Voor deze rol verdiende hij een nominatie voor een Tony Award.

## Filmografie[2]

### Films
Uitgezonderd korte films.
- 2018 Thrasher Road - als TSA supervisor
- 2014 Child of Grace - als Ollie
- 2014 Deliver Us from Evil - als dierentuinhouder
- 2013 Sleeping with the Fishes – als Louis Belsky
- 2012 Elephant Sighs – als Joel
- 2011 Certainty – als interviewer
- 2004 Messengers – als Derek de politieagent
- 2003 Robot Stories – als verkoper
- 2002 Showtime – als Charlie Hertz
- 2001 Down – als beveiliger Gary
- 2001 Kissing Jessica Stein – als Chuck
- 2001 Scotland, Pa. – als Ed de politieagent

### Televisieseries
Uitgezonderd eenmalige gastrollen.
- 2011 The Onion News Network – als Michael Falk – 5 afl.
- 2009 - 2010 Numb3rs – als Otto Bahnoff – 3 afl.
- 2002 – 2007 Law & Order – als forensisch medewerker Julian Beck – 26 afl.

- Bibsys: 12072632
- International Standard Name Identifier: 0000 0000 5062 1682
- Library of Congress Control Number: no2007091197
- MusicBrainz: 409ad117-8669-4412-9e8b-7dd2172a1fe9
- Virtual International Authority File: 14555227
- WorldCat: E39PBJtX8WVQCR36hKFmqC4g8C